# Hjelmslev Herred
Hjelmslev Herred lå i det tidligere Århus Amt. Herredet hed i Kong Valdemars Jordebog Hialmæslefhæreth og hørte i middelalderen til Åbosyssel, var en tid under Skanderborg Len og fra 1660 til Skanderborg Amt. 
Hjelmslev Herred grænser mod øst til Hads og Ning Herreder, mod nord til Framlev og Gjern Herred mod vest til Tyrsting Herred og mod syd til Voer Herred. Herredet hører til Jyllands højdeparti og har en bølgeformet overflade med mange bakker og dalstrøg; højeste punkt er Ørnekol i Vitved Sogn på 73 moh. 
Herredets udkanter er omgivet af søer og vandløb; således hører mod syd en del af Skanderborg- og Mossø til det; på vestgrænsen løber en del af Gudenå, ved nordgrænsen ligger Knudsø og Ravnsø og i den østlige del ligger Stilling-Solbjerg Sø; ved nordøstgrænsen løber Aarhus Å.

## Sogne i Hjelmslev Herred
- Adslev Sogn – Hørning Kommune
- Blegind Sogn – Hørning Kommune
- Dover Sogn – Ry Kommune
- Fruering Sogn – Skanderborg Kommune
- Hørning Sogn – Hørning Kommune
- Mesing Sogn – Hørning Kommune
- Ry Sogn – Ry Kommune
- Skanderborg – Skanderborg Kommune
- Skanderborg Slotssogn – Skanderborg Kommune
- Skanderup Sogn – Skanderborg Kommune
- Stilling Sogn – Skanderborg Kommune
- Veng Sogn- Hørning Kommune
- Vitved Sogn – Skanderborg Kommune

## Eksterne kilder og henvisninger
- Hjelmslev Herred i J.P. Trap: Kongeriget Danmark, udarbejdet af H. Weitemeyer (3. udgave, 5. bind, 1906)

56°2′24.76″N 10°1′20.2″Ø / 56.0402111°N 10.022278°Ø